# Pseudoerythrocladia
Pseudoerythrocladia, monotipski rod crvenih algi iz reda Erythropeltales čija porodična pripadnost još nije utvrđena. Tasksonomski je priznat kao zaseban rod a jedini predstavnik je slatkovodna alga P. kornmannii, opisana 2010. godine